# Западно-Донбасская (шахта)
Ша́хта «Западно-Донбасская» (укр. Шахта «Західно-Донбаська») — угледобывающее предприятие в городе Терновка Днепропетровской области (Украина), с 2013 года входит в Шахтоуправление "Терновское" ПАО «ДТЭК Павлоградуголь» (ДТЭК).

## История
Начало строительства было произведено в 1965 году.
Шахта «Западно-Донбасская» была введена в эксплуатацию 30 декабря 1979 года. Самая крупная шахта Западного Донбасса, шахта-гигант.
За время своего существования несколько раз менялось название шахты: Шахта «Западно-Донбасская 16/17», в период пуска в эксплуатацию — Шахта «им. Ленинского Комсомола Украины».
После провозглашения независимости Украины шахта перешла в ведение министерства угольной промышленности Украины.
В марте 1995 года Верховная Рада Украины внесла шахту в перечень предприятий, приватизация которых запрещена в связи с их общегосударственным значением.
В 2009 году добыто 1530 тысяч тонн угля. Протяжённость подземных выработок 72,6/88,4 км (1990—1999).
Количество работающих: 3027/3394 чел., в том числе подземных 2325/2224 человек (1990—1999).
Шахтное поле вскрыто двумя вертикальными центрально-сдвоенными стволами. Шахта «Западно-Донбасская» отрабатывает запасы шахтного поля в сложных горно-геологических условиях (большая глубина, интенсивное пучение пород, высокая газообильность, агрессивность шахтных вод), обусловленных слабыми вмещающими породами (аргиллиты, алевролиты с крепостью 12—15 МПа, склонными к размоканию). Глубина ведения работ составляет 480—585 м. В последнее время отрабатывается сближенные пласты с10, с8в, с8н мощностью 0,6-1,0 м. Расстояние между ними составляет 3—6 м, угол залегания — 2—5°. Шахта сверхкатегорийная по газу (метан) и опасна взрывами угольной пыли.
Количество действующих очистных забоев — 6/3, подготовительных — 6/9 (1990—1999). В добыче угля используются механизированные комплексы КД-80.
В будущем предусмотрена отработка пласта с10, вскрытие и подготовка пластов с8н и с6н западного крыла.
Угли крепкие, вязкие с сопротивляемостью резанию 240—420 кН/м.
Метаноопасность углей колеблется от 8 до 14 м³/тс.б.м., газоносность вмещающих пород достигает 2 м³/т.
Шахта «Западно-Донбасская» отнесена к сверхкатегорной по метану, по взрывчатости угольной пыли — опасна.  Относительная газообильность шахты составляет 25,7 м³/т, абсолютная — 32,51 м³/мин.
Относительная метанообильность шахты составила:
в 2001 году — 27,9 м³/т,  в 2004 году — 27,2 м³/т,  в 2018 году — 29,0 м³/т.

## Адрес
51500, г. Терновка, Днепропетровская область, Украина, улица Маяковского 33